# Ремон IV Тулуски
Ремон Тулуски (фр. Raymond de Toulouse; 1052—1105) један је од вођа крсташа у Првом крсташком рату. Био је гроф од Тулузе од 1094. године. Учествовао је у свим великим крсташким биткама, а након заузимања Јерусалима, понуђено му је да буде краљ Јерусалима, што је одбио.
Према јерменским изворима, током ходочашћа пре Првог крсташког рата остао је без ока. Борио се против Мавара у Шпанији пре 1096. и био је први који се придружио крсташком походу након позива папе Урбана II.

## Први крсташки рат
Био је дубоко религиозан и желео је умрети у Светој земљи, тако да је био први који је кренуо у крсташки поход. Био је најстарији и најбогатији од свих крсташа. У крсташки рат креће крајем октобра 1096. из Тулузе на челу хиљада других крсташа, међу којима су били и његова жена Елвира од Кастиље, новорођени син (који ће на путу умрети) и папски легат Адемаром Пијским. Одбио је захтеве своје братичне Филипе, војвоткиње од Аквитаније, да га замењује на трону; уместо ње, на трон је поставио Бертрана, свог најстаријег сина. По доласку у византијски Дирахијум, до Константинопоља је прошао истим путем као Боемунд Тарентски. При крају априла 1097. био је једини вођа крсташа који није положио заклетву верности цару Византије Алексију I Комнину. Уместо тога, положио је заклетву пријатељства и понудио подршку у борби против Боемунда, њиховог заједничког непријатеља.
Био је присутан при опсади Никеје и у бици код Дорилеја 1097, али своју прву велику улогу је одиграо при опсади Антиохије октобра 1097. године. Крсташи су претходно чули гласину да су Селџуци напустили Антиохију, па је Ремон послао своју војску да је заузму, чиме је наљутио Боемунда Тарентског, који је Антиохију желео за себе. Међутим, Турци су и даље били у Антиохији, па је опсада трајала све до јуна 1098. године. Ремон је по заузимању града присвојио емирову палату и једну кулу. Био је болестан током опсаде Антиохије од стране Кербуге, а током које је визионар Петар Бартоломеј наводно открио Свето копље, којим је прободен Христос.
То „чудо” је крсташима подигло морал, након чега су опсаду града муњевито разбили. За Ремонове војнике, копље је постало реликвија, упркос скептичности Адемара Пијског и Боемундовом неверовању и повременом исмевању. Ремон је одбио да преда град Боемунду, јер су се били заклели да ће све освојене градове предати цару Алексију. Боемунд је тврдио да заклетва више не важи јер Алексије није помогао око освајања града. Стога је између Ремонових и Боемундових присталица избио сукоб, делом око веродостојности копља, али углавном око власти над Антиохијом.

## Проширивање територије
Многи витезови нижег ранга и пешаци су хтели да се крене на Јерусалим, па су на то наговорили Ремона у јесен 1098. године. Ремон их је повео на Марат ал Нуман, при чему је мали део војске оставио у Антиохији, где је остао и Боемунд. Међутим, у јануару 1099. године, Ремонове војнике је Боемунд избацио из Антиохије, након чега је Ремон почео да тражи нови град за себе. Након што је децембра 1098. године освојио Марат, а 5. јануара уништио његове зидине, Ремон је 13. јануара ушао у емират Триполи и 14. фебруара 1099. године опсео Арку, са циљем да створи  територију која би била брана ширењу Боемундове Кнежевине Антиохије на југ.
Иако је у тврђаву Хисн ал-Акрад, будући Крак де Шевалије, ушао без отпора након што је из ње нападнут, Арка је била тврд орах. Ремон није одустајао, због чега је остао без подршке многих војника, који су желели Јерусалим заузети што раније. На крају је 13. маја од опсаде одустао и наставио ка Јерусалиму, који је опсео 7. јуна и након опсаде заузео 15. јула. Понудили су му да буде краљ нове Краљевине Јерусалим, али је он одбио да влада градом у ком је Христос до смрти мучен. Рекао је да се најежи кад помисли да га зову краљем Јерусалима. Могуће је да је више желео да освоји емират Триполи. Ипак, није желео да се одрекне Давидове куле, коју је присвојио по освајању града и једва је препустио Готфриду Бујонском, првом владару Краљевине Јерусалим.
Учествовао је у бици код Аскалона, у којој су били побеђени Египћани на путу да поврате Јерусалим. Међутим, што се тиче самог Аскалона, његови становници су били вољни предати се само Ремону, а не Готфриду, на шта овај није пристао, па ће град остати муслимански све до 1153. године. Готфрид му је замерао и да због њега није успео да заузме Арсуф. У зиму 1099. на 1100, Ремон је разбио опсаду византијске Лаодикеје од стране Боемунда Тарентског, који је покушавао да прошири територију Кнежевине Антиохије науштрб Византије и одбијао да испуни заклетву Алексију I Комнину. Одатле је отишао у Константинопољ, где је с Алексијем склопио савез.

## Крсташки рат 1101, опсада Триполија и смрт
Учествовао је у Крсташком рату 1101. године, када је поражен у бици код Мерсивана у Анадолији, након чега је побегао и вратио се у Константинопољ. Године 1102. из Константинопоља је морским путем отишао у Антиохију, где га је затворио Танкред Галилејски, Боемундов сестрић и управник Антиохије током Боемундовог заробљеништва (након Боемундовог пораза у бици код Мелитене), а који га је пустио након обећања да неће нападати градове између Антиохије и Акре. Обећање је одмах прекршио, нападнувши и освојивши Тартус, те је започео градњу замка ради опсаде Триполија. Помагао му је Алексије I, који је у Триполију желео савезника као противтежу непријатељској Антиохији. Ремон је умро 28. фебруара 1105. године, пре пада Триполија.

## Породично стабло
|  |                       |  |  |  |  |  |  |  |  |  |  |  |  |  |  |  |
|  | 2. Понс од Тулуза     |  |  |  |  |  |  |  |  |  |  |  |  |  |  |  |
|  |                       |  |  |  |  |  |  |  |  |  |  |  |  |  |  |  |
|  |                       |  |  |  |  |  |  |  |  |  |  |  |  |  |  |  |
|  | 1. Ремон Тулуски      |  |  |  |  |  |  |  |  |  |  |  |  |  |  |  |
|  |                       |  |  |  |  |  |  |  |  |  |  |  |  |  |  |  |
|  |                       |  |  |  |  |  |  |  |  |  |  |  |  |  |  |  |
|  | 3. Алмодис де ла Марш |  |  |  |  |  |  |  |  |  |  |  |  |  |  |  |
|  |                       |  |  |  |  |  |  |  |  |  |  |  |  |  |  |  |
|  |                       |  |  |  |  |  |  |  |  |  |  |  |  |  |  |  |